# Izquierda Unida
Izquierda Unida (IU – Det forenede venstre) er et spansk politisk parti. Det var oprindeligt en ren partialliance, dannet i 1986 med det spanske kommunistparti (Partido Comunista de España – PCE) som det største parti. De øvrige stiftende partier var venstresocialistiske, carlistiske eller humanistiske. 
Nogle af medlemspartierne er regionale. Dette gælder fx for Esquerra Unida i Alternativa i Catalonien og Ezker Batua i Baskerlandet. 
Ved valget i 2004 fik IU ca. 5 procent af stemmene. I Andalusien havde partiet et godt kommunalt valg. IU vandt flertallet i bystyret i Carmona ved Sevilla og fik samtidigt borgermesterposten i Cordoba. 
Ved valget i 2008 svandt partiet ind, og det fik kun to pladser i deputeretkammeret i Cortes Generales. Ved valget i november 2011 vandt IU ni mandater. Med sine 11 mandater i deputeretkammeret er partiet igen blevet Spaniens tredjestørste parti. 